# Монтеверде Басо (Терамо)
Монтеверде Басо (итал. Monteverde Basso) је насеље у Италији у округу Терамо, региону Абруцо.
Према процени из 2011. у насељу је живело 147 становника. Насеље се налази на надморској висини од 89 м.